# Разоритель гнёзд
«Разоритель гнёзд» (нидерл. De nestenrover) — картина, написанная в 1568 году нидерландским художником Питером Брейгелем Старшим. Хранится в Музее истории искусств в Вене. На картине изображён мужчина, указывающий на второго мужчину, который забрался на дерево и собирается взять яйца из птичьего гнезда. Работа интерпретировалась по-разному.

## Описание
На переднем плане мужчина в крестьянской одежде стоит на берегу небольшого ручья. Он занимает примерно три четверти высоты картины и перенёс свой вес на правую ногу. В правой руке он держит палку, левой указывает через плечо на второго мужчину в ярко-красных брюках, который забрался на дерево позади него. Он держится одной рукой, обхватив ногами ветку, а свободной рукой тянется к птичьему гнезду. Его головной убор падает на землю. Левую половину картины занимают деревья, в правой половине хорошо видно поле. На линии горизонта, примерно в центре картины, растут деревья и находится ферма.
Картина обрезана справа и снизу. В левом нижнем углу она подписана золотой краской с фамилией художника и датировкой: «BRVEGEL M.D.LXVIII». Подпись и датировка были обновлены позднее.

## Интерпретации
Рене ван Бастелаер и Жорж Хулин де Лоо объяснили эту картину фламандской пословицей, найденной на рисунке под названием «Пчеловоды». Там сказано: «dye den nest weet dyen weeten, dyen ro[o]ft dy[en] heeten», что означает, mutatis mutandis: «Тот, кто знает, где находится гнездо, обладает знанием, тот, кто грабит его, владеет им». Ван Бастелаер и Хулин де Лоо связали эту картину с описанием из коллекции эрцгерцога Леопольда Вильгельма. Согласно интерпретации Хулин де Лооса, фермер указывает на гнездо, не понимая, что его грабят за его спиной.
Кьелл Бострём отметил, что в приведённом старейшем известном упоминании мотива ни описание размеров, ни указание художника не соответствуют картине. Роджер Марийниссен и Макс Зайдель возражали против интерпретации Хулина де Лоо, согласно которой крестьянин на переднем плане выглядит неуклюже и вот-вот упадёт в поток. Главная фигура обращается к зрителю в пояснительной манере и явно не угрожает человеку, снимающему гнездо. Поэтому применение пословицы к картине неудовлетворительно.